# Dobrohostov
Dobrohostov (německy Schechlenz) je místní částí obce Lípa. Leží 8,5 km jihozápadně od Havlíčkova Brodu v nadmořské výšce 530 m n. m.

## Historie
První zmínka o bývalé obci pochází z roku 1379. Obec vznikla jako německá hornická osada s německým názvem Schechlenz tj. Malý důl.

## Obyvatelstvo
Podle sčítání 1930 zde žilo v 37 domech 220 obyvatel. 220 obyvatel se hlásilo k československé národnosti. Žilo zde 218 římských katolíků a 1 příslušník Církve československé husitské.
| Rok            | 1869 | 1880 | 1890 | 1900 | 1910 | 1921 | 1930 | 1950 | 1961 | 1970 | 1980 | 1991 | 2001 | 2017 |
| -------------- | ---- | ---- | ---- | ---- | ---- | ---- | ---- | ---- | ---- | ---- | ---- | ---- | ---- | ---- |
| Počet obyvatel | 209  | 248  | 206  | 200  | 200  | 217  | 220  | 184  | 176  | 181  | 135  | 121  | 119  | 147  |

## Památky
- Kaple s barokními soškami sv. Barbory a sv. Markéty
- Novobarokní kaple z let 1935 - 1936
- Litinový kříž u kapličky z roku 1885